# Cassette de pignons
Pour les articles homonymes, voir Cassette.
 (juin 2019).
Si vous disposez d'ouvrages ou d'articles de référence ou si vous connaissez des sites web de qualité traitant du thème abordé ici, merci de compléter l'article en donnant les références utiles à sa vérifiabilité et en les liant à la section « Notes et références ».

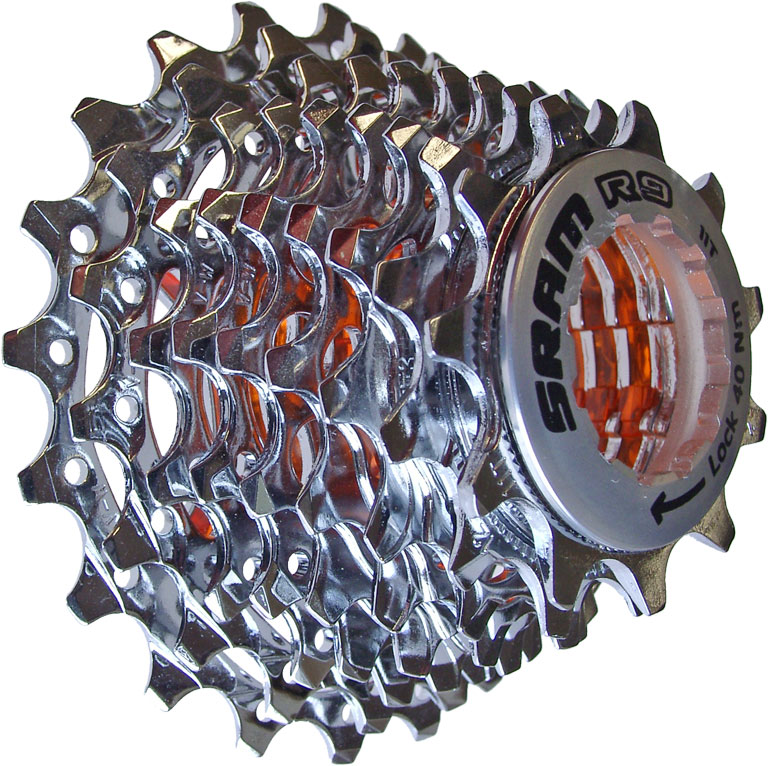
Cassette de neuf pignons.

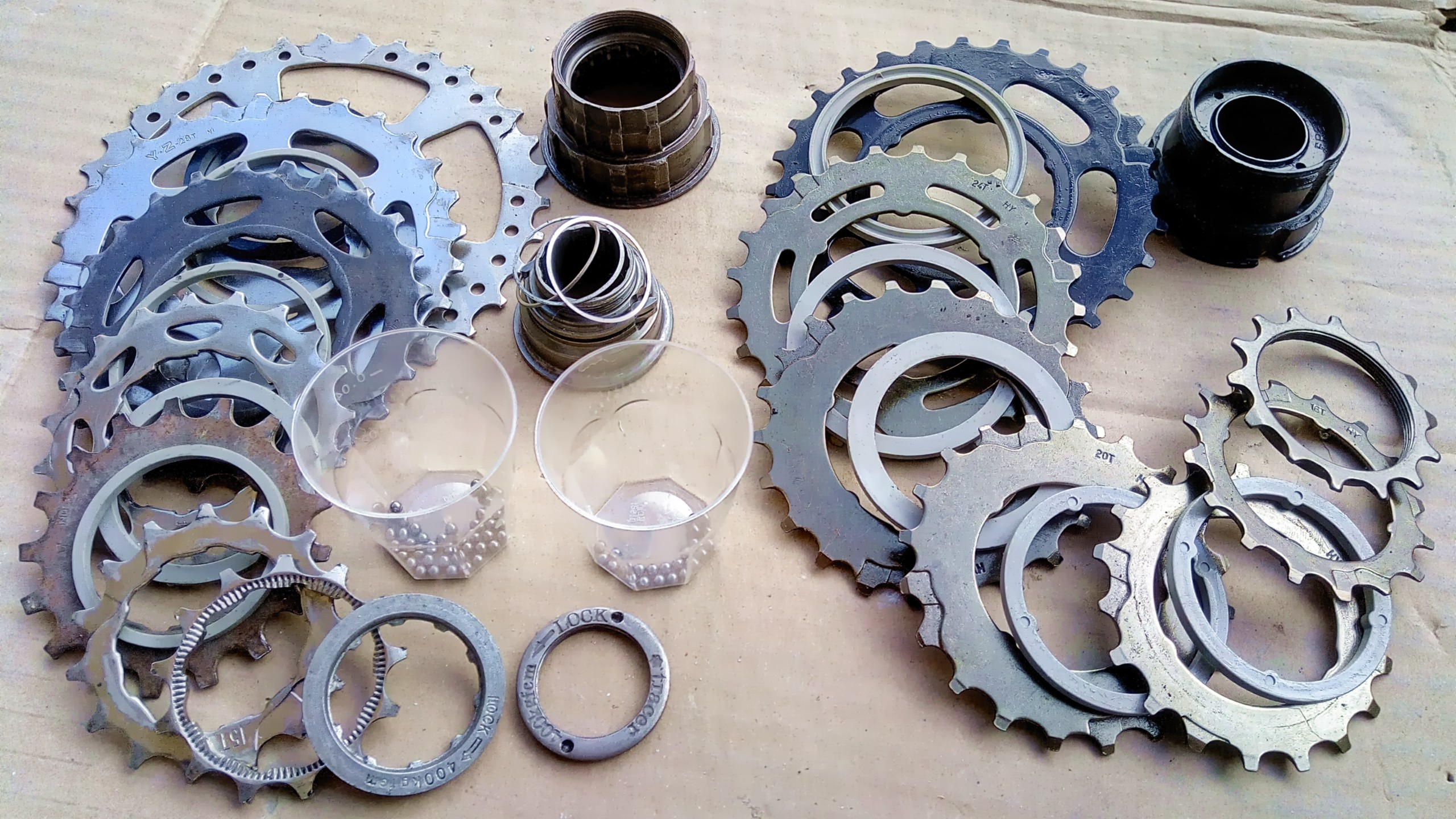
2 cassettes de "route" de 7 pignons. Celle de gauche a son corps de roue libre démonté.

En mécanique, une cassette de pignons est un ensemble de pignons situé sur la roue arrière d'un vélo. Ce dispositif couplé au dérailleur permet de changer le rapport de transmission ou développement.

## Montage

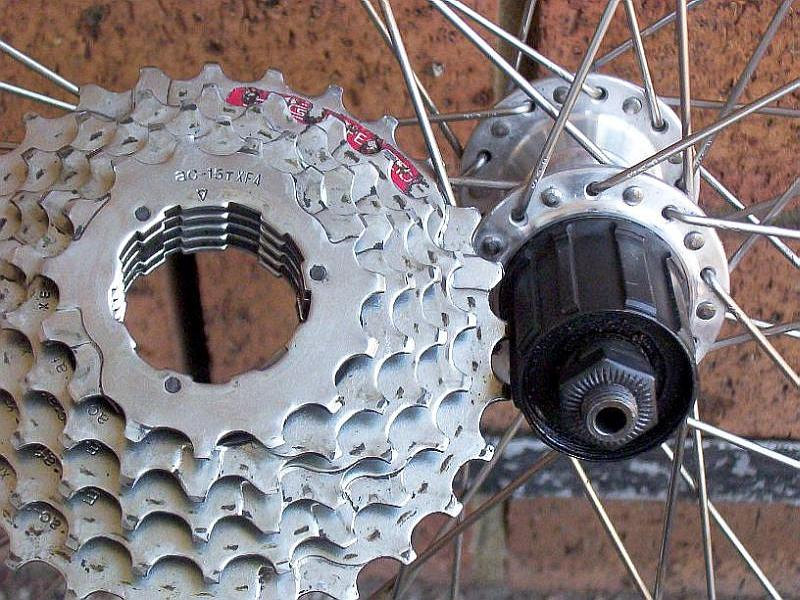
Cassette de 5 pignons avec une roue

La cassette de pignons est montée sur un axe cannelé solidaire du moyeu de la roue, appelé le corps de roue libre. Le nombre de pignons peut varier de 3 à 13. La roue doit être adaptée à la cassette. Les pignons peuvent être partiellement assemblés ou indépendants. Chaque pignon a un petit décrochement facilitant les changements de vitesse. Ces crans nécessitant une position précise, la cassette est orientée sur l'axe par une cannelure plus petite limitant toute erreur de montage.
Cet empilement de pignons est fixé sur l'axe cannelé par un écrou cranté serré à l'aide d'une clef spéciale, le démonte roue libre. Lors du desserrage un deuxième outil spécifique, appelé fouet à chaîne (un levier sur lequel sont fixés quelques maillons de chaîne) empêche la cassette de tourner.

## Types de cassettes
Les matériaux utilisés pour les cassettes sont en général l'acier ou, pour les pièces bas de gamme, la tôle. Les cassettes haut de gamme peuvent être en titane, en magnésium, ou en aluminium.
Les cassettes sont différentes en fonction du type de vélo. Sur un vélo de route, le nombre de dents du plus grand pignon est réduit par rapport à un vélo tout terrain.

## Entretien
La cassette doit être nettoyée régulièrement. Cette opération peut se faire sans démontage, mais pour être plus complet, le nettoyage implique la dépose de la cassette. 
La durée de vie d'une cassette est de plusieurs milliers de kilomètres. L'usure n'est pas toujours facile à déceler puisque irrégulière (certains rapports sont plus utilisés que d'autres). On peut éventuellement ne changer que certains pignons, mais dans la grande majorité des cas, il est recommandé de changer non seulement la cassette mais également la chaîne et/ou le(s) plateau(x) du pédalier, ce qui évite les sauts de chaîne.